# Johann Gottfried Flügel
Johann Gottfried Flügel (* 22. November 1788 in Barby; † 24. Juni 1855 in Leipzig) war ein deutscher Anglist, Lexikograf und Autor mehrerer Sprachlehrbücher.

## Leben
Flügel war ursprünglich Handelsassistent, wanderte aber 1810 in die Vereinigten Staaten aus, wo er die englische Sprache studierte und ausgedehnte Reisen unternahm. 1819 kehrte er nach Deutschland zurück. Von 1824 bis 1838 lehrte er als Lector publicus, also ohne akademischen Grad, englische Sprache und Literatur an der Universität Leipzig.
Er gab diese Stelle auf, um in Leipzig das Konsulat für die Vereinigten Staaten zu übernehmen. Seit 1848 übertrug ihm die US-Regierung auch die Geschäfte der Smithsonian Institution für Deutschland, Russland, Belgien, Holland und die Schweiz. Dadurch übte er einen großen Einfluss auf den wissenschaftlichen Verkehr zwischen Nordamerika und Europa aus.
Sein Sohn Felix Flügel (1820–1904) und sein Enkel Ewald Flügel (1863–1914) traten als Anglisten/Amerikanisten und Lexikografen in seine Fußstapfen. Letzterer habilitierte sich 1888 in Leipzig bei Richard Paul Wülker, bevor er 1892 einem Ruf an die Stanford University folgte.

## Veröffentlichungen (Auswahl)
- Vollständige englische Sprachlehre. (Teil 1: 1824, Teil 2: 1826)
- Triglotte. Kaufmännisches Wörterbuch, in drey Sprachen. Deutsch – Englisch – Französisch. (Teil 1: 1836, Teil 2: 1838, Teil 3: 1840)
- Literarische Sympathien oder industrielle Buchmacherei. Ein Beitrag zur Geschichte der neueren englischen Lexikographie. Nebst einem Vorwort von Gottfried Hermann. Leipzig: Weichardt 1843.